# Primeiro Consistório Ordinário Público de 1887

## Cardeais Eleitores
| Nº                 | País               | Nome                       | Idade              | Cargo                         | Título ou Diaconia                                           |
| Cardeais eleitores | Cardeais eleitores | Cardeais eleitores         | Cardeais eleitores | Cardeais eleitores            | Cardeais eleitores                                           |
| ------------------ | ------------------ | -------------------------- | ------------------ | ----------------------------- | ------------------------------------------------------------ |
| 1                  | Itália             | Serafino Vannutelli        | 52                 | Núncio apostólico na Áustria  | Cardeal-presbítero de Santa Sabina                           |
| 2                  | Itália             | Gaetano Aloisi Masella     | 60                 | Núncio apostólico em Portugal | Cardeal-presbítero de São Tomás em Parione                   |
| 3                  | Itália             | Luigi Giordani             | 64                 | Arcebispo de Ferrara          | Cardeal-presbítero de Santos Silvestre e Martinho nos Montes |
| 4                  | Itália             | Camillo Siciliano di Rende | 39                 | Arcebispo de Benevento        | Cardeal-presbítero de São Sisto                              |
| 5                  | Itália             | Mariano Rampolla           | 43                 | Núncio apostólico na Espanha  | Cardeal-presbítero de Santa Cecília                          |

## Link Externo
- «Catholic Hierarchy» (em inglês)